# 颗粒扁足蟹
颗粒扁足蟹（学名：Platypodia granulosa）为扇蟹科扁足蟹属的动物。分布于日本、夏威夷、新喀里多尼亚、澳大利亚、印度尼西亚、新加坡、印度、斯里兰卡、红海、马达加斯加、非洲东岸、台湾岛以及中国大陆的西沙群岛等地，生活环境为海水，多见于珊瑚礁浅水中。